# Meinhard Uttecht
Meinhard Uttecht (* 10. Juni 1919 in Emden, Ostfriesland; † 6. Juni 1991 ebenda) war ein deutscher Kunstmaler. Er wurde vor allem durch seine Bilder mit Ansichten aus dem ostfriesischen Raum sowie Porträts und Stillleben bekannt.
Meinhard Uttecht zeichnete schon während seiner Schulzeit Landschaften seiner Heimat. Er wurde vom Lehrer und Kunstmaler Jaques Roskamp gefördert und konnte bereits mit 16 Jahren erste eigene Bilder verkaufen. Nach der Schule machte er eine Malerlehre und arbeitete nach seiner Lehrzeit als Dekorationsmaler in Köthen und Dessau. Nebenher besuchte Uttecht die private Kunstschule der Professoren Stich und Jacobsen.
Während des Zweiten Weltkriegs diente Uttecht als Soldat und traf 1945 auf den Lofoten Professor Stich wieder. In der Nachkriegszeit arbeitete Uttecht für die Nordseewerke – zunächst als Schriftenmaler, später im Rechnungswesen. Im Jahr 1972 machte er sich in Emden als Kunstmaler selbständig und gehörte 1983 zu den Mitgründern und Lehrern der Malschule der Emder Kunsthalle.
Der Maler hatte zwischen 1973 und 1985 in Ostfriesland, den Niederlanden und Großbritannien mehr als 21 Einzelausstellungen sowie 16 Gemeinschaftsausstellungen. Seine Bilder wurden im ostfriesischen Raum in Kalendern und Zeitungen häufig abgedruckt. Die Stadt Emden benannte 1993 eine Straße im Ortsteil Wolthusen nach Uttecht.
Uttecht war seit 1948 mit Sophie Meyer aus Emden verheiratet. Beide hatten zusammen eine Tochter und einen Sohn.